# Завод карбіду кальцію у Ла-Пеньї
Завод карбіду кальцію у Ла-Пеньї — колишній виробничий майданчик в Іспанії, за вісім десятків кілометрів на північ від Сарагоси.
Наприкінці XIX — на початку XX століть в Іспанії з'явився цілий ряд заводів з виробництва карбіду кальцію, що як джерело ацетилену відігравав важливу роль в індустрії освітлення. Карбід отримували шляхом плавки вапна в електропечах, тому важливим для успіху проєкту було забезпечення поставок електроенергії (а карбідна промисловість тяжіла до районів першочергового розвитку гідроенергетики). Зокрема, в 1904-му заснували компанію Electro Química Aragonesa, яка наступного року уклала договір з Teledinámica del Gállego про поставки електроенергії з ГЕС Каркавілла (Carcavilla, потужність 4,4 МВт) на річці Галлего. Завод карбіду в Ла-Пеньї став до ладу одночасно з електростанцією. А вже у 1911-му Electro Química Aragonesa та Teledinámica del Gállego об'єдналися з компанією Sociedades Eléctricas Reunidas (створена за кілька років до того унаслідок злиття трьох електроенергетичних компаній), унаслідок чого виникла Eléctricas Reunidas de Zaragoza.
Первісно фабрика карбіду відігравала важливу роль у максимізації виручки, оскільки поглинала надлишки гідроелектроенергії, особливо в сезон найбільшої водності річки навесні та восени. Втім, доволі швидко зростання споживання електроенергії поставило карбідний бізнес у непросте становище, оскільки тепер уже він не міг забезпечити своїх споживачів і простоював по два-три місяці. З огляду на це, в 1921-му на тій же Галлего ввели в дію ГЕС Анзаніго (Anzánigo, так само 4,4 МВт).
Станом на 1913-й потужність заводу становила 2000 тонн карбіду на рік, а в середині 1940-х він міг щорічно випускати 2500 тонн.
З плином часу розвиток електричного освітлення нівелював значення карбіду і в 1967 році завод у Ла-Пеньї закрили.